# Ouro Molo
Pour les articles homonymes, voir Molo.
Ouro Mollo (ou Wuro Moolo) est un village du Sénégal , situé dans l'arrondissement des Agnam, dans la région de Matam. Se trouvant au coeur du Bossea (entité traditionnelle du fouta toro), il se situe entre les villages de Ndiakiri et Agnam-Goly. Fondé dans les années 1500, Ouro Mollo doit son nom à son fondateur Mollo Diallo, un berger. Le village est peuplé principalement de peul (fulbe). Les activités phares restent l'élevage et l'agriculture. Mais depuis quelques années la principale source de revenus repose sur les fonds envoyés par les immigrés établis en Europe et Afrique centrale. Le village est composé de 3 principaux hameaux situés dans le "diéri" à une dizaine de kilomètres. Il y a  Badiya, Ngouloum et Loummbal Sangré.

## Histoire
Ouro Mollo (ou Wuro Moolo) est un village du Sénégal , situé dans l'arrondissement des Agnam, dans la région de Matam. Se trouvant au coeur du Bossea (entité traditionnelle du fouta toro), il se situe entre les villages de Ndiakiri et Agnam-Goly. Fondé dans les années 1500, Ouro Mollo doit son nom à son fondateur Mollo Diallo, un berger. Le village est peuplé principalement de peul (fulbe). Les activités phares restent l'élevage et l'agriculture. Mais depuis quelques années, la principale source de revenus repose sur les fonds envoyés par les immigrés établis en Europe et Afrique centrale. Le village est composé de 3 principaux hameaux situés dans le "diéri" à une dizaine de kilomètres. Il y a  Badiya, Ngouloum et Loummbal Sangré.}}

## Administration
Ouro Molo fait partie de la commune de Oréfondé dans le département de Matam, région de Matam. Il se trouve dans l'arrondissemnt des Agnam. Le chef de village s'appelle Adama Taabé Diallo. Il porte le titre de Ardo. 
Le village compte une école primaire (2002) et une case de santé a été récemment ouverte (2021).

## Géographie

### Population
Selon le PEPAM (Programme d'eau potable et d'assainissement du Millénaire), Ouro Molo compterait 812 personnes et 82 ménages.

### Économie
L'économie du village repose sur l'élevage et l'agriculture.